# Rudenice
Rudenice (izvirno srbsko Руденице) je naselje v Srbiji, ki upravno spada pod Občino Aleksandrovac; slednja pa je del Rasinskega upravnega okraja.

## Demografija
V naselju živi 133 polnoletnih prebivalcev, pri čemer je njihova povprečna starost 46,6 let (44,2 pri moških in 48,6 pri ženskah). Naselje ima 50 gospodinjstev, pri čemer je povprečno število članov na gospodinjstvo 3,28.
|  |

| Demografija | Demografija     | Demografija     |
| Leto        | Št. prebivalcev | Št. prebivalcev |
| ----------- | --------------- | --------------- |
|             |                 |                 |
|             |                 |                 |
|             |                 |                 |
|             |                 |                 |
| 1948        | 289             |                 |
| 1953        | 298             |                 |
| 1961        | 302             |                 |
| 1971        | 281             |                 |
| 1981        | 299             |                 |
| 1991        | 264             | 190             |
| 2002        | 258             | 164             |
|             |                 |                 |

| Etnična sestava po popisu iz leta 2002 | Etnična sestava po popisu iz leta 2002 | Etnična sestava po popisu iz leta 2002 | Etnična sestava po popisu iz leta 2002 | Etnična sestava po popisu iz leta 2002 |
| -------------------------------------- | -------------------------------------- | -------------------------------------- | -------------------------------------- | -------------------------------------- |
| Srbi                                   | Srbi                                   |                                        | 161                                    | 98,17%                                 |
| Neznano                                | Neznano                                |                                        | 3                                      | 1,82%                                  |